# 아이스하우스
아이스하우스(Icehouse)는 오스트레일리아의 록 밴드이다. 처음에는 플라워스(Flowers)라는 이름으로 데뷔하였으나, 1981년에 크리설리스 레코드와 계약했을 때, 데뷔 앨범의 타이틀인 Icehouse에 맞춰 그룹 이름을 변경하였다.

## 음반 목록

### 정규 앨범
- Icehouse (1980)
- Primitive Man (1982)
- Sidewalk (1984)
- Boxes (2985)
- Measure for Measure (1986)
- Man of Colours (1987)
- Code Blue (1990)
- Big Wheel (1993)
- The Berlin Tapes (1995)